# Szenkovits Ferenc
Szenkovits Ferenc (Marosvásárhely, 1959. június 7. –) erdélyi magyar matematikus, csillagász, egyetemi oktató.

## Életpályája
Szovátán járt iskolába. 1983-ban végezte a kolozsvári Babeș–Bolyai Tudományegyetemen a matematika szakot. 1983–1995 között Székelyudvarhelyen tanár, 1990-ig a Kós Károly Szakközépiskolában, majd a Tamási Áron Gimnáziumban. A Kós Károly Szakközépiskola aligazgatója (1983–1985), majd igazgatója (1990), a Tamási Áron Gimnázium aligazgatója (1991–1993).
1995 októberétől a Babeș–Bolyai Tudományegyetem oktatója, 2005-ig adjunktus, azóta docens. 1999-ben doktorált égi mechanikából Pál Árpád irányításával. 2000–2004 között a matematika-informatika kar dékánhelyettese, 2005-től 2024-ig az egyetem csillagvizsgálójának igazgatója, 2012-től 2016-ig pedig az egyetem Magyar Matematikai és Informatikai Intézetének vezetője. 
2024. október elsejétől nyugdíjas.
Különböző hazai és külföldi szakmai társulatok tagja, 2007–2011 között a Kolozsvári Akadémiai Bizottság titkára, 2011-től 2017-ig pedig annak matematikai, informatikai és csillagászati szakbizottságának az elnöke.
A kolozsvári Matlap szerkesztőbizottsági tagja, 2017-től főszerkesztője.

## Munkássága
Kutatási területei: égi mechanika, mechanikai topológia, numerikus módszerek a mechanikában, dinamikai rendszerek.

### Könyvei
- Szenkovits Ferenc, Soós Anna (szerkesztők): Szemelvények a 150 éve alapított kolozsvári egyetem Matematikai és Természettudományi Karának történetéből, Kolozsvári Egyetemi Kiadó, 2022. ISBN 978-606-37-1519-8
- Gündischné Gajzágó Mária – Szenkovits Ferenc – Gündisch György (szerkesztők): Bolyai Farkas fizikája és csillagászata. Másfél évszázada lappangó kéziratok. Magyar Tudománytörténeti Intézet, Budapest, Teleki–Bolyai Könyvtár, Marosvásárhely, 2013. ISBN 978-615-5365-01-0 Online hozzáférés
- Szenkovits Ferenc: Bevezetés a csillagászatba, Ed. Presa Universitară Clujeană, Cluj-Napoca, 2007.
- Szenkovits Ferenc; Makó Zoltán: Elméleti mechanika gyakorlatok és feladatok, Ed. Presa Universitară Clujeană, Cluj-Napoca, 2007.
- Turcu, Vlad; Moldovan, Dan; Szenkovits Ferenc: Calendar astronomic 2006, Presa Universitară Clujeană, Cluj-Napoca, 2006.
- Szenkovits, Ferenc Topological Methods in Celestial Mechanics. Cluj-Napoca, Presa Universitară Clujeană, 2002.
- Szenkovits, Ferenc et alii, Mechanikai rendszerek számítógépes modellezése. Kolozsvár, Scientia Kiadó, 2002.
- Pál, Árpád; Csillik, Iharka; Oproiu, Tiberiu; Szenkovits Ferenc: Eclipsa totală de soare din 11 august 1999, Cluj-Napoca, Ed. Dacia, 1999.
- Érdi Bálint, Szenkovits Ferenc (eds.): Actual problems in Celestial Mechanics and Space Dynamics. PADEU 19 (Publications of the Department of Astronomy of Eötvös University, Budapest) Cluj University Press, 2007.
- Andrica, Dorin; Blaga, Paul; Kása, Zoltán; Szenkovits, Ferenc (eds.) Proceedings of BOLYAI 200 International Conference on Geometry and Topology, Cluj-Napoca, 1-5 October 2002. Cluj-Napoca, Presa Universitară Clujeană.

### Cikkei (válogatás)
- Rigó, Petra Renáta; Szenkovits, Ferenc: Gábor Kassay – in memoriam. Stud. Univ. Babeș-Bolyai, Math. 67, 1 (2022) 3–10.
- Barbosu, Mihail; Mioc, Vasile; Pasca, Daniel; Ferenc Szenkovits: The two-body problem with generalized Lennard-Jones potential, Journal of Mathematical Chemistry 49 (2011) no 9, 1961–1975.
- Zoltán Makó; Ferenc Szenkovits; Júlia Salamon; Robert Oláh-Gál: Stable and unstable orbits around Mercury, Celestial Mechanics and Dynamical Astronomy 108, 4 (2010) 357–370.
- Kassay, G.; Pintea, C.; Szenkovits F.: On convexity of preimages of monotone operators, Taiwanese Journal of Mathematics 13 (2009) 675–686.
- Szenkovits F.; Makó, Z.: About the Hill stability of extrasolar planets in stellar binary systems, Celestial Mechanics and Dynamical Astronomy 101 (2008), no 3, 273–287.
- Szenkovits, F.; Ureche, V.: On Homographic Solutions and Central Configurations of the n-Body Problem, Romanian Astronomical Journal, 16 (2006), no.2, 167–175.
- Makó Z.; Szenkovits, F.; Garda-Mátyás Edit; Csillik Iharka: Classification of Near Earth Asteroids with Artificial Neural Network. Studia Universitatis Babeş-Bolyai, Mathematica 50 (2005), no. 1, 85–92.
- Szenkovits F.; Makó, Z.: Pulsating Hill-Regions in the Spatial Elliptic Restricted Three-Body Problem, Automation Computers Applied Mathematics (ACAM) 14 (2005), 99–105.
- Makó, Z.; Szenkovits F.: Capture in the circular and elliptic restricted three-body problem. Celest. Mech. Dynam. Astron. 90 (2004) No. 1–2, pp. 49–56.
- Szenkovits, F.; Makó Z.; Csillik Iharka: Polynomial representation of the zero velocity surfaces in the spatial elliptic restricted three-body problem, Pure Math. Appl., 15 (2004), 313–322.
- Makó Z.; Szenkovits, F; Garda-Mátyás Edit: Solution of Kepler-equation with artificial neural network. Automation Computers Applied Mathematics (ACAM) 13 (2004) 119–127.
- Szenkovits, F.; Makó, Z.; Csillik, I.; Bálint, A.: Capture model in the restricted three-body problem. Pure Math. Appl. 13 (2002) No. 4., 463-471.
- Szenkovits, F.; Mioc, V.; Stoica, C.: The Manev-type problems: a topological view. Mathematica 41 (64) (1999).
- Szenkovits, F.; Mioc, V.: The Schwarzschild-type two-body problem: a topological view. Studia Universitatis Babeş-Bolyai, Mathematica XLIII, 2 (1999), 111–117.
- Pál, Á.; Szenkovits, F.: Recurrent power series solution of the n-body problem associated to a quasihomogeneous potential. Romanian Astronomical Journal 8 (1998), 37–41.

### Tudománytörténeti munkái
- Kassay Gábor, Szenkovits Ferenc: Önálló intézet, megfiatalodott munkaközösség. Kutatás és oktatás a BBTE Magyar Matematika és Informatika Intézetében, Korunk, 2019. május, 19–26. o. Online hozzáférés

- Ferenc Szenkovits: Remarkable Hungarian mathematicians at the Cluj University, Studia Univ. Babeș-Bolyai Math. 59 (2014), No. 4, 419–433.

- Balázs Márton, Szenkovits Ferenc:  Az erdélyi magyar matematikusok, csillagászok és informatikusok tudományos munkássága az 1945–1990 időszakban.  Műszaki Szemle 37 (Historia Scientiarum 4),   (2007)   22–37. o. arch Hozzáférés: 2011. december 18.

- Szenkovits Ferenc: A kolozsvári egyetemi csillagda történetéből. in: A csillagászati tanszék negyed évezrede – évfordulós kötet. Publicationes of the Astronomy Department of the Eötvös University, ed. K. Petrovay, Budapest, Hungary, PADEU 16 (2006), 103–128. (Smithsonian/NASA ADS)

- Szenkovits Ferenc: Hell Miksa (Maximilian Hell, 1720–1792 ), Műszaki Szemle 30 (Historia Scientiarum 2) (2005) 13–26.